# البرتو راضی
البرتو راضی (انگلیسی: Alberto Radi; ۱۰ دسامبر ۱۹۱۹ – ۱۳ ژوئیهٔ ۱۹۸۹) از برندگان مدال‌های بازی‌های المپیک اهل ایتالیا بود.